# 团结报
《团结报》是中国国民党革命委员会的机关报，1956年4月25日创刊，1966年6月停刊，1980年2月复刊。本为4开2张的周刊，1988年1月2日起改为对开1张周2刊，向国内外发行。有《百家言》、《中山文萃》、《爱国一家》、《台湾之窗》、《史海钩沉》、《故土》、《天下》、《当代学人剪影》等专栏，《百花园》、《茶馆》等副刊。
2018年，报纸入选2017年全国百强报纸推荐名单。